# Arquillinos (kommunhuvudort)
Arquillinos är en kommunhuvudort i Spanien.   Den ligger i provinsen Provincia de Zamora och regionen Kastilien och Leon, i den centrala delen av landet, 220 km nordväst om huvudstaden Madrid. Arquillinos ligger 677 meter över havet och antalet invånare är 155.
Terrängen runt Arquillinos är platt. Runt Arquillinos är det glesbefolkat, med 13 invånare per kvadratkilometer. Närmaste större samhälle är Pajares de la Lampreana, 3,1 km väster om Arquillinos. Trakten runt Arquillinos består till största delen av jordbruksmark.